# Limb’s Theorem
Das moderne dreiteilige Ballettstück Limb’s Theorem wurde von William Forsythe choreographiert und die Musik dazu von Thom Willems geschrieben. Es basiert z. T. auf Improvisation. Uraufgeführt wurde es am 17. März 1990 beim Ballett Frankfurt und ist zurzeit (2006) häufig im Bayerischen Staatsballett zu sehen.

## Mitwirkung
- Choreographie: William Forsythe
- Musik: Thom Willems
- Bühne I und III: Michael Simon
- Bühne II: William Forsythe
- Kostüme I und III: Férial Münnich
- Kostüme II: William Forsythe
- Licht: William Forsythe, Michael Simon
- Einstudierung: Ana C. Roman, Chris Roman, Noah D. Gelber, Jill Johnson, Alan Barnes

## Inhalt und Aufbau

### Bühnenaufbau
Es gibt nur wenige Requisiten auf der Bühne und sie werden bei jedem Akt gewechselt. Im 1. Akt befinden sich ein Stuhl und eine große Raute auf der Bühne, wobei ein Tänzer auf dem Stuhl sitzt und hin und wieder diese Raute, die nur mit einem Eck auf dem Boden kommt und an einem Seil an der Decke hängt, neu ausrichtet. Im 2. Akt (Enemy in the Figure) steht in der Bühnenmitte eine gewellte Wand und ein mobiler Scheinwerfer sowie ein Seil werden während des Spiels hin- und herbewegt. Im 3. Akt steht eine große Abtrennung in der Mitte des rechten Bühnenteils und davor steht eine Art „halber Globus“, wo man auf der einen Seite das Äußere sieht und auf der anderen Seite das Innere, das bei bestimmter Beleuchtung geometrische Figuren fluoresziert. Dieser „halbe Globus“ wird während des Spiels gedreht.

### Musik
Man könnte bei diesem Stück von minimalistischer Musik sprechen, da es keine Melodien gibt und auch keine Variation von verschiedenen Tönen. Es sind vielmehr einzelne Geräusche, die einen komplizierten Rhythmus vorgeben und z. T. wie das Ticken der Uhr sehr mechanisch wirken, so dass die Tänzer die Musik als Taktgeber nutzen und häufig ihren meist sehr synchronen Tanz unter Beweis stellen. Die Lautstärke variiert dafür sehr stark von sehr leise bis laut und hämmernd.

### Besonderheiten
Das Ballettstück zeigt eindrucksvoll die Wirkung von Licht- und Schatten sowie von verschiedenen Klängen. Unter verschiedener Beleuchtung wirkt der Tanz ganz unterschiedlich, obwohl sich daran im Prinzip nicht viel ändert. Besonders sichtbar wird dies z. B., als einige Tänzer nebeneinander auf einer Linie tanzen, während ihr Schatten von der Seite projiziert wird und sie so als Schatten groß, mittel und klein erscheinen, also einander untergeordnet. Interessant ist auch, dass der Tanz umso „individueller“ wird je leiser die Musik wird (und den Tänzern ihren Takt weniger aufzwingt) und je heller das Licht wird. Im letzten Teil wird die Musik extrem laut und alle Tänzer befinden sich auf der Bühne und tanzen wie ein Uhrwerk, bis sie am Schluss alle umfallen.

### Interpretation
Das Stück könnte als Warnung vor einer mechanisierten Welt gedeutet werden, in der die Maschinen den Takt vorgeben und jedes individuelle Leben ausschalten. Nur einzelne Individuen (hier einzelne besonders gekleidete Tänzer) lehnen sich gegen diese Vorherrschaft auf, werden aber von der großen Masse unterdrückt. Letztlich ist das rein Mechanische nicht vital genug und kann sich selbst nicht aufrechterhalten.